# Srpska demokratska baranjska stranka
Srpska demokratska baranjska stranka (kratica SDBS), izvanparlamentarna politička stranka u Hrvatskoj, osnovana 13. studenog. 1998. godine u Belom Manastiru. S istim datumom upisana je u službeni Registar političkih stranaka Republike Hrvatske, kojeg vodi Središnji državni ured za upravu, pod rednim brojem 119 i sa sjedištem u Belom Manastiru, Trg slobode 22a. Godine 1999. imala je 425 članova.

## Ustrojstvo stranke

### Unutarnje
- Skupština
- Glavni odbor
- Predsjedništvo
- Nadzorni odbor
- Komisija za Statut
- Disciplinska komisija

### Teritorijalno
- Mjesni odbor Uglješ
- Općinski odbor Jagodnjak
- Općinski odbor Darda
- Gradska organizacija Beli Manastir

### Funkcije
- Ljubomir Mijatović (predsjednik, osoba za kontakte)
- Simo Stupar (glavni sekretar)
- Zoran Ognjenović (zamjenik predsjednika)

## Program
SDBS se deklarira kao politička stranka predana idealima slobode, vladavine prava i mira, sporazumijevanju među ljudima i narodima, izgradnji, jačanju i učvršćenju demokracije, humanizma i ekološke svijesti te zaštiti i afirmaciji ljudskih, građanskih i političkih prava. Zalaže se za vrijednosti multietničkog i multikulturalnog društva kao temelja za očuvanje i koegzistenciju različitih identiteta u atmosferi tolerancije i uzajamnog uvažavanja. 
Program stranke ističe da stranka djeluje i djelovat će kao stranka demokratske orijentacije koja jedino u suradnji i partnerstvu s drugim srpskim i hrvatskim političkim strankama može ostvariti svoje programske ciljeve i ispuniti interese i očekivanja svojih birača, ostvarujući pravo na opstanak Srbi i partnerstvo u izgradnji demokratskih institucija i demokratske politike u Republici Hrvatskoj.

## Djelovanje
U posljednjih nekoliko godina u javnosti i u medijima ne zapaža se djelovanje SDBS-a. Stranka nije sudjelovala ni na posljednjim izborima.
Izvori i poveznice:
- Registar političkih stranaka Republike Hrvatske  Arhivirana inačica izvorne stranice od 1. siječnja 2007. (Wayback Machine)
- HIDRA - Srpska demokratska baranjska stranka - SDBS  Arhivirana inačica izvorne stranice od 19. travnja 2005. (Wayback Machine)